# Nuevo Margaritas
Nuevo Margaritas är en ort i Mexiko.   Den ligger i kommunen Viesca och delstaten Coahuila, i den centrala delen av landet, 800 km nordväst om huvudstaden Mexico City. Nuevo Margaritas ligger 1 108 meter över havet och antalet invånare är 142.
Terrängen runt Nuevo Margaritas är platt åt sydost, men åt nordväst är den kuperad. Runt Nuevo Margaritas är det mycket glesbefolkat, med 3 invånare per kvadratkilometer. Närmaste större samhälle är Matamoros, 14,5 km väster om Nuevo Margaritas. Omgivningarna runt Nuevo Margaritas är i huvudsak ett öppet busklandskap.